# Leptacis yasirae
Leptacis yasirae (лат.) — вид платигастроидных наездников из семейства Platygastridae. Юго-Восточная Азия: Индонезия (остров Халмахера). Назван в честь одной из коллекционеров, мисс Иды Ясир (Miss Ida Yasir, Makassar).

## Описание
Мелкие перепончатокрылые насекомые (длина 1,4 — 1,5 мм). Отличаются следующими признаками: затылочный киль и нотаули отсутствуют; переднее крыло сильно затемнено и сплошь покрыто мелкими и плотными микротрихами; длина брюшка самки в 3,3 раза больше ширины; тергит Т6 в 1,5 раза длиннее ширины, вдвое длиннее Т4-Т5 вместе взятых, длина переднего крыла в 3,0 раза больше ширины, с краевыми ресничками в 0,3 раза больше ширины крыла. Основная окраска светло-коричневатая: тергиты Т2-Т6 самые тёмные; антенномер А1 и ноги более желтоватые. Усики 10-члениковые. Отличается от похожего вида L. microtrichiata из Малайзии (Борнео), например, отсутствием длинных торчащих щетинок на голове; у него более длинные базальные жгутиковые сегменты, чем у L. microtrichiata, более тонкий щитковый шип и с менее сильными микротрихиями на передних крыльях. Вид был впервые описан в 2008 году датским энтомологом Петером Булем (Peter Neerup Buhl, Дания).